# Hebdomochondra syrticola
Hebdomochondra syrticola là một loài bướm đêm trong họ Noctuidae.